# Mistrovství Asie v ledolezení 2020
Mistrovství Asie v ledolezení 2020 (anglicky UIAA Ice Climbing Asian Championships) proběhlo 10.-12. ledna 2020 opět v jihokorejském Čchongsongu v ledolezení na obtížnost a rychlost jako součást závodu světového poháru v ledolezení 2019/2020.

## Průběh závodů
Výsledky MA byly odečtené z celkového pořadí závodu SP. O medaile se podělili íránští, japonští, jihokorejští, kazachstánští a mongolští závodníci, bez medailí skončili závodníci z Číny a Tchaj-wanu.

### Výsledky mužů a žen
| obtížnost                          | obtížnost          | rychlost                           | rychlost                |
| ---------------------------------- | ------------------ | ---------------------------------- | ----------------------- |
| muži                               | ženy               | muži                               | ženy                    |
| 1. Kwon YoungHye                   | 1. Sin Un-son      | 1. Kherlen Nyamdoo                 | 1. Ariunbayar Batbaatar |
| 2. Mohammadreza Safdarian Korouyeh | 2. Seo Chaehyun    | 2. Yang Myungwook                  | 2. Son Sunga            |
| 3. Lee Chang Hyon                  | 3. Mei Kotake      | 3. Baasandorj Davaadorj            | 3. Polina Aubakirova    |
|                                    |                    |                                    |                         |
| 4. Kim Min Cheol                   | 4. Son Sunga       | 4. Mohammadreza Safdarian Korouyeh | 4. Hwang Dong Ja        |
| 5. Lee YoungGeon                   | 5. Shabnam Asadi   | 5. Lee YoungGeon                   | 5. Ha Min Young         |
| 6. Pak Hi-jong                     | 6. Haruko Takeuchi | 6. Kim Min Cheol                   | 6. Shabnam Asadi        |
| 7. Sayedemad Hosseini              | 7. Jeong Woon Wha  | 7. Jun Yangpyo                     | 7. Nasrin Abdolrahimi   |
| 8. Park Joon Kyu                   | 8. Kim Hyejun      | 8. Otgonkhuu Dorjsurenkhor         | 8. Kim Hyejun           |
| 9. Gihado Kadota                   | 9. Kim Jung-Min    | 9. Roman Shesternin                | 9. Li Lan               |
| 10. Masoud Zeynali                 | 10. Ha Min Young   | 10. Pak Hi-jong                    | 10. Michiko Ichikawa    |
| 22 mužů                            | 19 žen             | 21 mužů                            | 15 žen                  |

- Tabulka zobrazuje prvních 10 závodníků MA, výsledky jsou odečtené ze závodu SP, kde měli závodníci totožné bodové hodnocení a výsledky MA se jen odpočítaly. Výsledková listina UIAA následně uvádí pro lezení na obtížnost mužů 22 závodníků, 6 semifinalistů a 3 finalisty.